# Starring: Someone Like You
Starring: Someone Like You är den svenska barockpop-/indiepopgruppen The Tinys andra studioalbum, utgivet 2006 på Determine Records och V2 Records.

## Låtlista
Där inte annat anges är låtarna skrivna av Ellekari Larsson.
1. "Kind of Like You" - 4:26
2. "My Mother" - 3:05
3. "Know Your Demons" - 6:09 (Leo Svensson)
4. "Everything Is Free" - 4:36 (David Rawlings, Gillian Welch)
5. "Dirty Frames" - 2:54
6. "Sorry" - 3:26
7. "I Don't Like (the Way You Move Me)" - 4:35
8. "In Reality" - 5:14
9. "They Say It's Weird" - 3:04
10. "My Greatest Fear" - 6:52 (Leo Svensson)

## Personal
- Johan Berthling - stråkarrangemang (spår 7, 10)
- Pelle Gunnerfeldt - inspelning (horn)
- Jari Haapalainen - producent
- Janne Hansson - inspelning (spår 6)
- Ed Harcourt - sång (spår 6)
- Henrik Jonsson - mastering
- Ellekari Larsson - design, sång
- Kathleen Lolley - design
- Christoffer Lundquist - mixning, inspelning
- Johan Rude - inspelning (stråkar)
- Leo Svensson - arrangemang (spår 3)

## Listplaceringar
| Lista (2006) | Topplacering |
| ------------ | ------------ |
| Sverige      | 40           |

## Mottagande
Allmusics recensent Margaret Reges gav skivan betyget 4,5/5.

### Fotnoter
1. 1 2  ”Starring: Someone Like You”. Discogs.com. http://www.discogs.com/Tiny-Close-Enough/release/2677966. Läst 8 maj 2012.
2. ↑  Placeringar på den svenska albumlistan
3. ↑  Reges, Margaret. ”Starring: Someone Like You”. Allmusic.com. http://www.allmusic.com/album/starring-someone-like-you-r867148. Läst 8 maj 2012.